# Heinrich Winter (Mathematiker)
Heinrich Winand Winter (* 20. Juli 1928 in Buttlar, Thüringen; † 6. März 2017) war ein deutscher Mathematikdidaktiker und Professor an der RWTH Aachen.

## Leben
Winter absolvierte 1945/46 die Ausbildung zum Volksschullehrer in Eisenach und unterrichtete bis 1950 an der Grundschule in Bremen (Geisa). Danach holte er sein Abitur in Erfurt nach, war Volksschullehrer in Geisa, bevor er 1952 nach Aachen übersiedelte, wo er an der Pädagogischen Akademie studierte. Ab 1953 unterrichtete er an einer Volksschule in Aachen, während er gleichzeitig die Prüfung als Realschullehrer ablegte und für das Lehramt an Gymnasien an der RWTH Aachen studierte. In dieser Zeit war er Schüler von Ewald Fettweis in Aachen (einer von dessen Nachfolgern er später in Aachen werden sollte). Ab 1960 war er Referendar und Studienassessor an einem Gymnasium in Aachen und 1962/63 Assistent am Seminar für Mathematikdidaktik der Pädagogischen Hochschule Neuss (heute zur Universität Düsseldorf gehörend). 1963 wurde er an der RWTH Aachen in Geographie zum Dr. rer. nat. promoviert. 1963 bis 1969 war er Dozent für Mathematikpädagogik an der PH Rheinland in Neuss und 1969 bis 1973 Professor an der PH Ruhr in Dortmund. 1978 wurde er Professor an der PH Rheinland in Aachen, die ab 1980 zur RWTH Aachen gehörte. 1986 wechselte er an die Mathematische Fakultät, und 1993 wurde er emeritiert. Winter starb im März 2017 und fand seine letzte Ruhestätte in der Grabeskirche St. Josef in Aachen.

## Werk
Er prägte den Begriff entdeckendes Lernen im Mathematikunterricht, der auch Titel seines Hauptwerks ist, und war von großem Einfluss auf die Mathematik-Curricula an deutschen Schulen, zum Beispiel durch Formulierung allgemeiner Lernziele. Winter hatte wesentlichen Anteil am Lehrplan Mathematik für Grundschulen in Nordrhein-Westfalen (1985).

## Die Winterschen Grunderfahrungen
Laut Heinrich Winter soll der Mathematikunterricht anstreben, dadurch zur Allgemeinbildung beizutragen, dass er drei Grunderfahrungen ermöglicht:
- (G1) »Erscheinungen der Welt um uns, die uns alle angehen oder angehen sollten, aus Natur, Gesellschaft und Kultur, in einer spezifischen Art wahrzunehmen und zu verstehen, «
- (G2) »mathematische Gegenstände und Sachverhalte, repräsentiert in Sprache, Symbolen, Bildern und Formeln, als geistige Schöpfungen, als eine deduktiv geordnete Welt eigener Art kennen zu lernen und zu begreifen und «
- (G3) »in der Auseinandersetzung mit Aufgaben Problemlösefähigkeiten, die über die Mathematik hinaus gehen, (heuristische Fähigkeiten) zu erwerben.«

Dieses sind die sogenannten Winterschen Grunderfahrungen, die aktuell (2015) zu den wichtigsten Thesen der Didaktik der Mathematik gezählt werden.

## Mitgliedschaften, Herausgeberschaft und Ehrungen
1983 war er Gründungsherausgeber der Zeitschrift mathematik lehren, von 1983 bis 1987 Vorsitzender der Gesellschaft für Didaktik der Mathematik (GDM), deren Ehrenmitglied er ist. 1988 wurde er mit dem Verdienstorden des Landes Nordrhein-Westfalen ausgezeichnet. 2005 wurde er Ehrendoktor der Universität Dortmund.

## Schriften
- Entdeckendes Lernen im Mathematikunterricht. Einblicke in die Ideengeschichte und ihre Bedeutung für die Pädagogik, Braunschweig: Vieweg 1989
- Herausgeber mit Th. Ziegler und Autor: Neue Mathematik, Mathematisches Unterrichtswerk für allgemeinbildende Schulen, Klasse 1-10, Schroedel, Hannover, ab 1969
- Herausgeber mit Hans-Georg Steiner: Mathematikdidaktik, Bildungsgeschichte, Wissenschaftsgeschichte, 2 Bände, 1985, 1990
- Allgemeine Lernziele für den Mathematikunterricht ? In: Zentralblatt für Didaktik der Mathematik, 3, 1975, S. 106–116
- Lernen durch entdecken ?, mathematik lehren, Heft 28, 1988, S. 6–13
- Mathematisches Grundwissen für Biologen, BI-Wiss.-Verlag, Mannheim 1993
- Mathematikunterricht und Allgemeinbildung. In: Mitteilungen der Gesellschaft für Didaktik der Mathematik Nr. 61, S. 37–46 (1995), Online.
- Mehr Sinnstiftung, mehr Einsicht, mehr Leistungsfähigkeit im Mathematikunterricht – dargestellt am Beispiel der Bruchrechnung, 1999, pdf
- Eulersche Gerade und Feuerbachkreis: eine Studie zur ästhetischen Erziehung im Geometrieunterricht. In: C. Peter-Koop, A. Bikner-Ahsbahs (Hrsg.): Mathematische Bildung – Mathematische Leistung. Festschrift für Michael Neubrand zum 60. Geburtstag, Verlag Franzbecker, Berlin, Hildesheim 2007